# 5 Persei
5 Persei, som är stjärnans Flamsteed-beteckning, är en ensam stjärna belägen i den nordvästra delen av stjärnbilden, Perseus. Den har en  skenbar magnitud på ca 6,35 och kräver åtminstone en handkikare för att kunna observeras. Baserat på parallax enligt Gaia Data Release 2 på ca 0,4 mas, beräknas den befinna sig på ett avstånd på ca 9 600 ljusår (ca 2 950 parsek) från solen. Den rör sig närmare solen med en heliocentrisk radialhastighet av ca –34 km/s. Stjärnan ingår i föreningen Perseus OB1.

## Egenskaper
5 Persei är blå till vit superjättestjärna av spektralklass B5 Ia, som har förbrukat förrådet av väte i dess kärna och har utvecklats till en mycket ljusstark jätte. Den har en radie som är ca 80 solradier och utsänder ca 83 000 gånger mera energi än solen från dess fotosfär vid en effektiv temperatur på ca 15 000 K.
5 Persei är en variabel stjärna (VAR), som har visuell magnitud +6,38 och varierar i amplitud med 0,017 magnituder och en period av 2,65428 dygn. Den statistiska signalen är tillräckligt stark för att variationen är mycket trolig, men 5 Persei har inte formellt katalogiserats som en variabel stjärna.
5 Persei har två närliggande visuella följeslagare, en av 12:e magnituden, separerad med 5,7 bågsekunder och en 13:e magnituden separerad med en bågminut.